# 科里奧利頻率
科里奧利頻率（英語：Coriolis frequency） ƒ，也稱做科里奧利參數或科里奧利係數，是地球自轉角速度率Ω的2倍乘以緯度φ的正弦
{\displaystyle f=2\Omega \sin \varphi .\,}
地球自轉速度 Ω = 7.2921 × 10−5 rad/s，可以表示為2π / T rad/s，其中T 為地球的旋轉週期，也就是一個恒星日（23 小時 56 分 4.1 秒）。科里奧利頻率是地球表面惯性波的頻率，振動也是科里奧利力產生的結果。

## 解釋
考慮一個在地球旋轉參考系中以速度{\displaystyle v}沿給定緯度{\displaystyle \varphi }移動的物體（例如固定體積的大氣）。在本體的本地參考系中，垂直方向平行於從地球中心指向本體位置的徑向向量，水平方向垂直於此垂直方向且在子午方向上。然而，科氏力（與{\displaystyle 2\,{\boldsymbol {\Omega \times v}}}成比例）垂直於包含地球角速度向量{\displaystyle {\boldsymbol {\Omega }}}（其中{\displaystyle |{\boldsymbol {\Omega }}|=\Omega }）和物體本身在旋轉參考系{\displaystyle v}中的速度的平面。因此，科氏力的局部水平方向為{\displaystyle \Omega \sin \varphi }。這種力量使物體沿著經度或子午線方向移動。